# Warington Baden-Powell
Henry Warington Smyth Baden-Powell, född 3 februari 1847, död 24 april 1921, känd som Warington inom familjen, var Robert Baden-Powells äldre bror. 
Han utbildades vid St Paul's College där han tog examen 1857. Han utbildade sig tidigt i sin karriär till sjökapten och blev löjtnant vid Royal Naval Reserve. Intresset för små båtar ledde honom till en fascination för kanoter. Vid 24 års ålder rodde och seglade han 1871 en kanot runt Östersjön med stopp i Tyskland, Danmark och Sverige. Resan beskrivs i hans bok Canoe Travelling som utgavs 1871. 
Han erhöll en King's Counsel (KC) 24 december 1897. Baden-Powell gifte sig år 1913 med författaren Cicely Farmer.